# Trematodon tonkinensis
Trematodon tonkinensis är en bladmossart som beskrevs av Bescherelle 1890. Trematodon tonkinensis ingår i släktet tranmossor, och familjen Bruchiaceae. Inga underarter finns listade i Catalogue of Life.